# Juhan Nõmmik
Juhan Nõmmik, född 8 augusti 1902 i Sankt Petersburg, död 9 juli 1975 i Stockholm, var en estnisk-svensk målare.
Han var son till mekanikern Jaan Nõmmik och Anna-Kristine Peterson och från 1927 gift med Edelgard Kruus. Nõmmik avlade examen vid konsthögskolan Pallas i Tartu 1929 och företog därefter ett antal studieresor till Finland, Frankrike, Sovjetunionen, Nederländerna och Tyskland. Under åren 1930-1944 medverkade han i ett stort antal utställningar i Estland, Finland och Sovjetunionen samt arbetade som teckningslärare vid olika gymnasieskolor och konsthögskolan Pallas. Nõmmik bosatte sig i Sverige i mitten av 1940-talet och har här medverkat i ett stort antal utställningar på bland annat Liljevalchs konsthall. Hans konst består av stilleben och lyriska landskap.